# Város

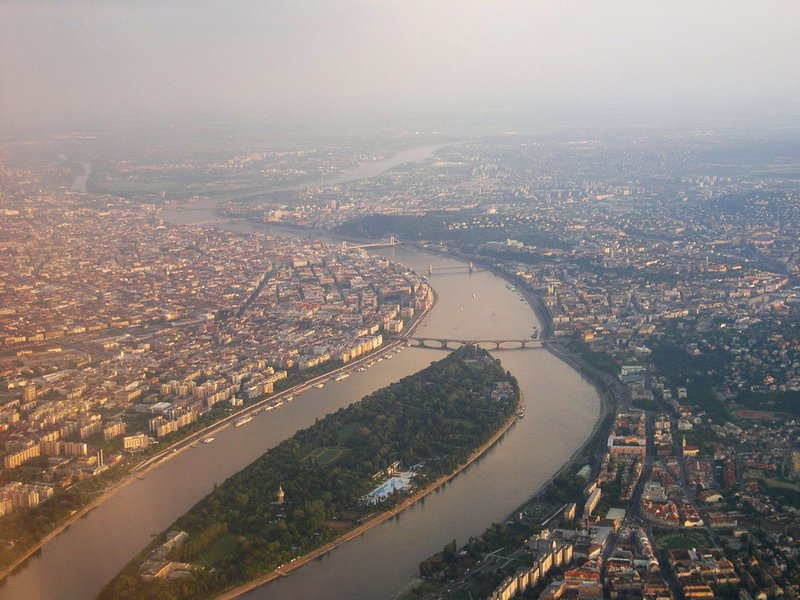
Metropolisz
Budapest madártávlatból

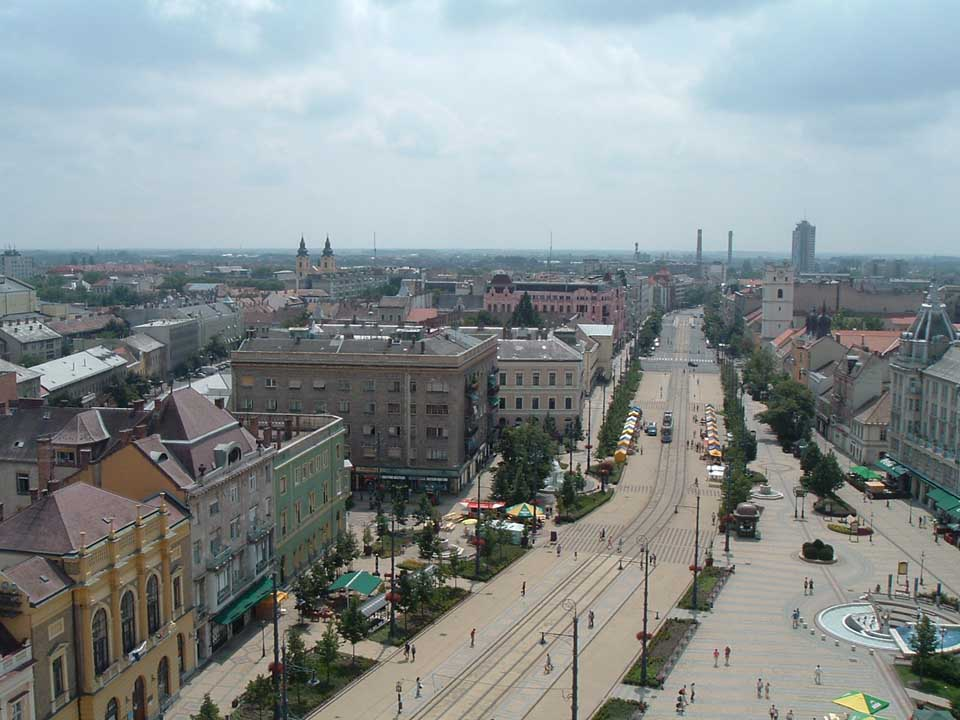
Nagyváros
Debrecen látképe a nagytemplomból

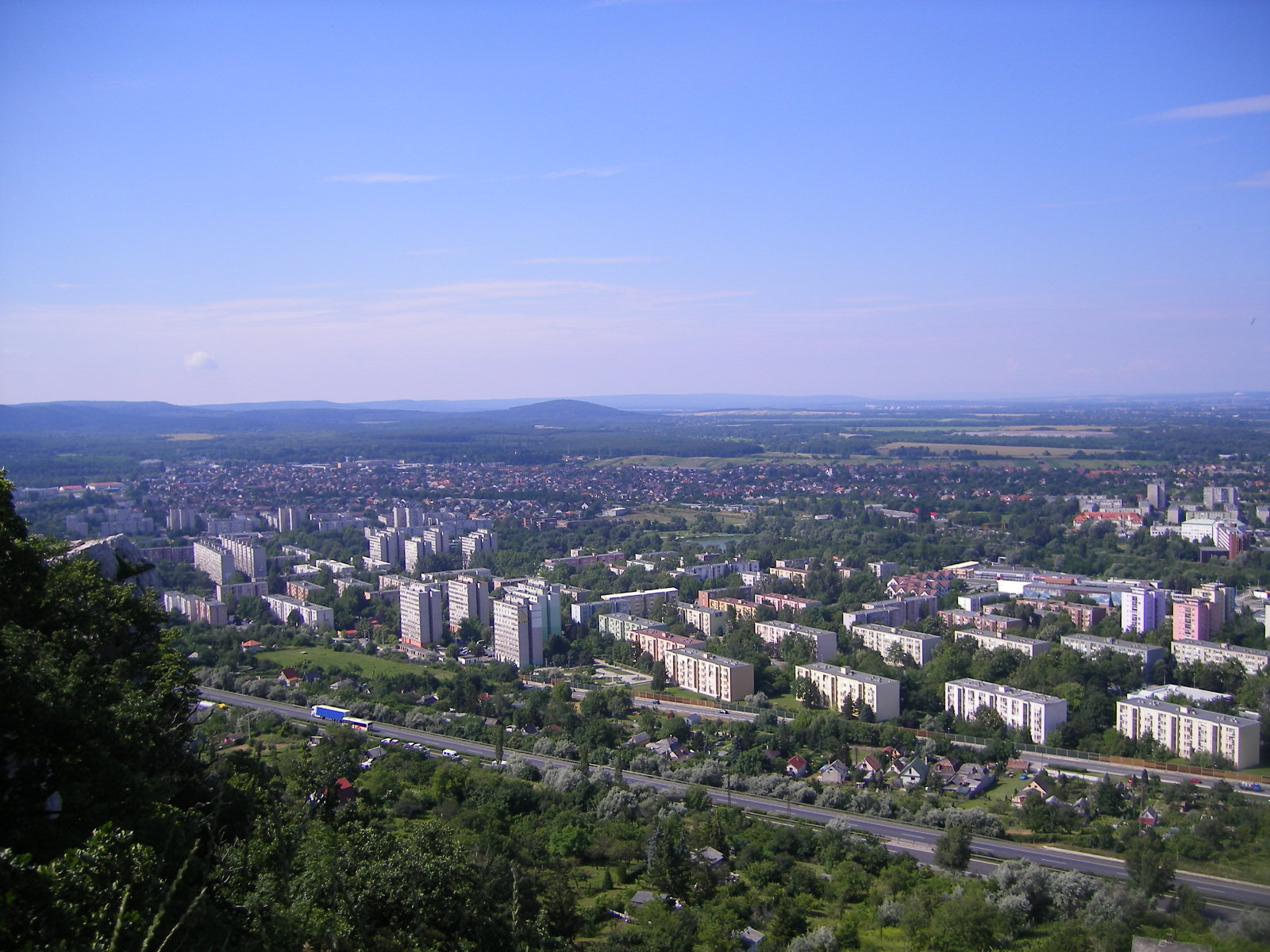
Középváros
Tatabánya látképe a Turul-emlékműtől

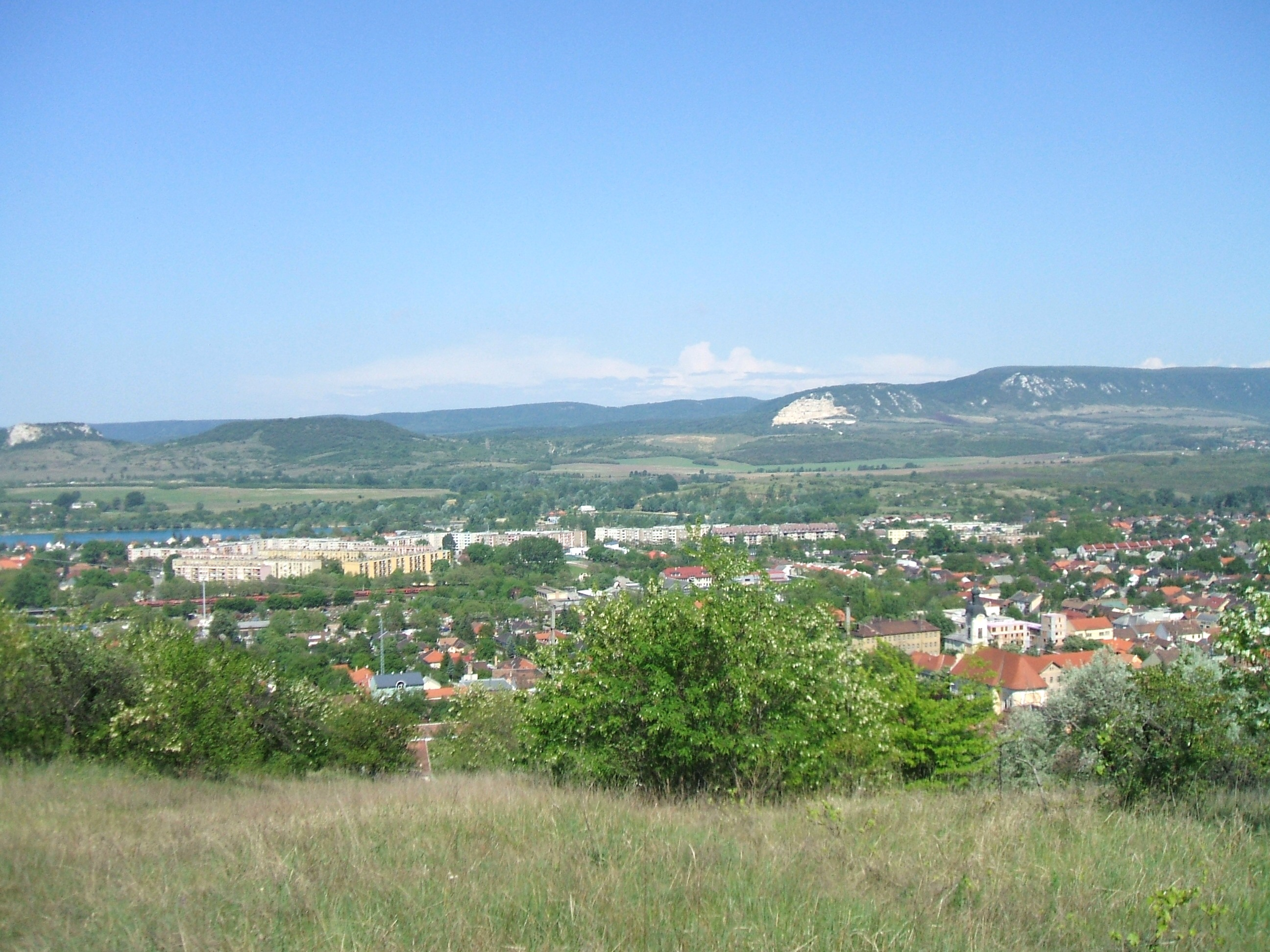
Kisváros
Dorog látképe

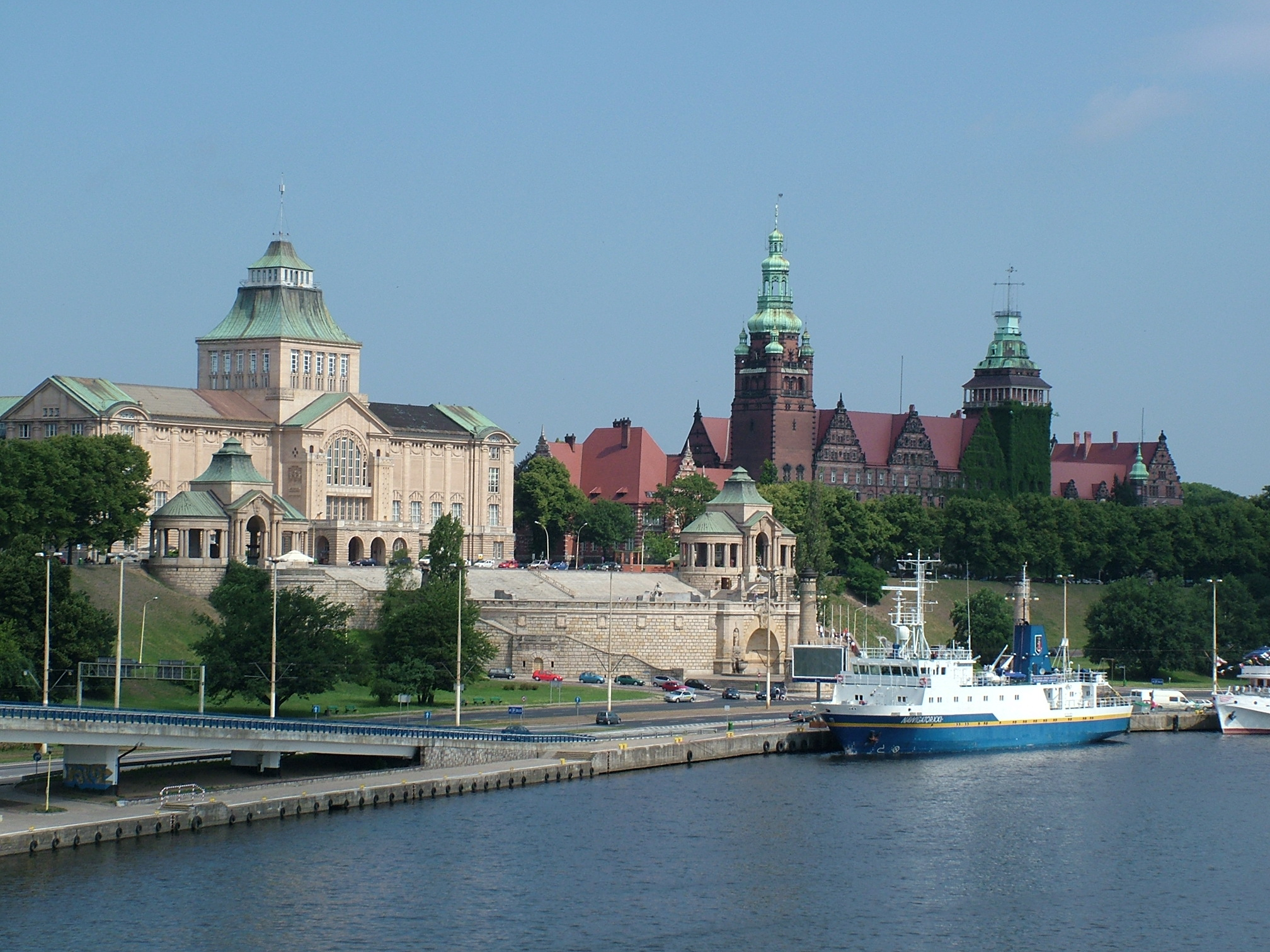
Régió fővárosa
Szczecin látképe: színház, nemzeti múzeum és regionális iroda (Nyugat-pomerániai vajdaság, Lengyelország)

A város olyan település, amelynek valamilyen (kulturális, ipari, kereskedelmi stb.) jelentőségénél fogva különleges, törvény szerint meghatározott jogállása van. A város élén ma általában a polgármester áll.
A város az emberi településformák legmagasabb szerveződési szintje. Az ember számára a város az egyetlen olyan élőhelytípus, ahol (általában) nagy egyedszámban és sűrűségben, lényegében természetesen van jelen. A város ezért a legtöbb diszciplína, például a történettudomány, szociológia, orvostudomány, a mérnöki tudományok (például várostervezés/urbanisztika) a közgazdaságtan és a természettudományok művelői számára egyaránt jelentős kutatási terepnek számít.
A város (vagyis „urbanizált terület”) egy széles körben értelmezhető kifejezés, amely földrajzi értelemben egy régió területhasznosítására vonatkozik. Olyan hely, ami „meglehetősen nagy”, sűrűn lakott, és ipari, kereskedelmi és lakóövezetekkel jellemezhető.

## Történelem

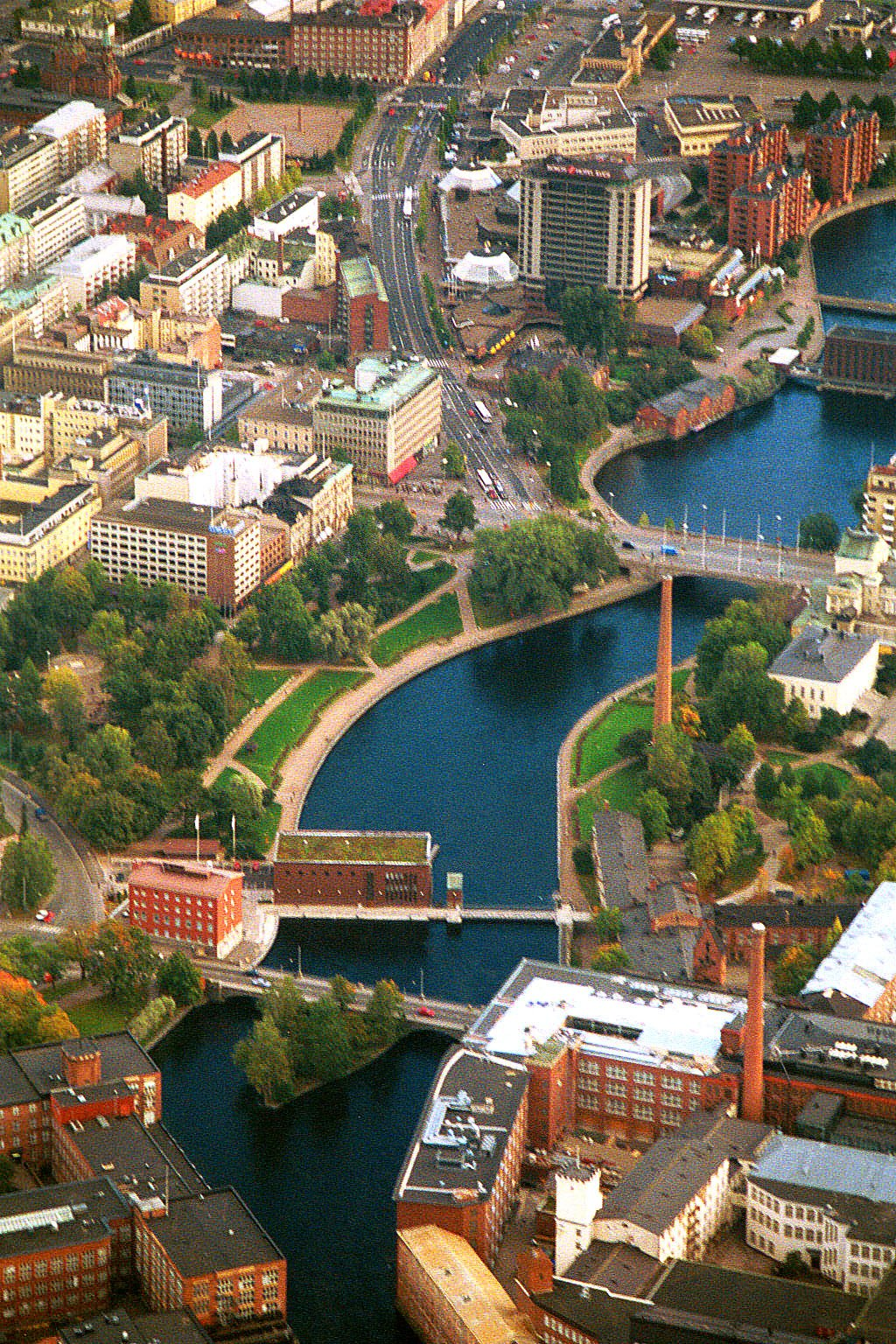
Tampere

Az első állandó emberi települések és a letelepedett életmód a sikeres mezőgazdasági technikák egyenes következményei voltak. Körülbelül 9000 évvel ezelőttre tehető a kor, amikor a mind hatékonyabbá váló földművelési módszerekkel – az emberiség történetében először – tartósan táplálékfelesleg keletkezett, ami lehetővé tette más munkaformák, más tevékenységek fejlődését is. Az állandó települések sikere abban állt, hogy bennük egyszerre több, egymást kiegészítő tevékenység koncentrálódott, és ez a fejlődő kézműipar, a kereskedelem fokozódását is lehetővé tette. Nem mellékes, hogy városok fejlődésén át vezetett a kereskedelmi útvonalak, így a kereskedő városok hálózatának kialakulása is.
A városok és a falvak közti különbség azonban nem pusztán azok méretében vagy az ott lakók számában rejlik. A funkció az, ami
megkülönbözteti a két fő településformát – vagyis a jellemzően agrár és az ipari-kereskedelmi településeket – egymástól.
A huszadik században lejátszódott urbanizációs robbanás, a városi lakosság ugrásszerű növekedése feltételezi, hogy rendelkezésre áll az a táplálékfelesleg, ami a termelők igényein túl a táplálékot nem termelők (t.i. városi lakosság) szükségleteit is kielégíti. A 80 százalékosan urbanizálódott USA-ban a fejlett technológiák alkalmazása lehetővé teszi, hogy egy mezőgazdasági termelő átlagosan 125 másik embernek elegendő táplálékot termeljen. A világ egy másik jelentősen urbanizálódott országában, Hollandiában a mezőgazdasági termeléssel a lakosságnak elenyésző hányada (2%) foglalkozik úgy, hogy az nem a termelés visszafogását jelenti.
A történelem során városok lettek naggyá, majd tűntek el, miközben máshol más városok váltak meghatározóvá. E jelenséget már a görög történetíró, Hérodotosz is megemlíti Kr.e. 440 körül írt könyvében:
„A legtöbb város mostanára kicsi, amely egykoron nagy volt; és azok, amelyek kicsik voltak, még életemben naggyá lettek. Tudván ezek alapján, hogy az emberi jólét soha nem virágozhat sokáig egy helyen, ezeket a jelenségeket mindenképpen figyelemre méltónak kell tartanom.”

## Városiasodás
Két fontos dolgot érdemes kiemelni a fenti idézetből. Az egyik az időtényező, amelyet alapul véve a városok történetét, múltját is figyelembe vehetjük. Így elkerülhetjük a hibát, hogy a városokat örök, statikus és megváltoztathatatlan egységként kezeljük. A másik fontos tényező pedig maga az ember, amelynek jelenléte nélkül a városnak nehezen értelmezhető. Ez a két, szorosan összefüggő dolog lényegében a településeknek az emberi történelembe ágyazott, az ember tevékenysége által befolyásolt
fizikai és funkcionális értelemben vett fejlődését jelenti, amely a laza szerkezetű mezőgazdasági település irányából a sűrű beépítettségű ipari és/vagy kereskedelmi település felé mutat. Ezzel máris megadtuk az urbanizációnak egyfajta definícióját is.
Marc Antrop kissé összetettebben fogalmaz: az urbanizáció olyan összetett folyamat, amelynek hatására a vidéki vagy természetes területek egy csillagszerű térbeli mintázatot felvéve városi és ipari területekké alakulnak át, és ezt a folyamatot az adott terület fizikai jellege, elérhetősége és a szállítási útvonalak szabályozzák.

## Jelenkor
A városiasodás, a sűrűn beépített emberi települések terjedése napjainkban már globálisan jelentkező tendenciát mutat. Korábbi becslések már tíz évvel ezelőtt utaltak rá, hogy – a történelem során először – 2005-re az emberiség nagyobbik hányada már városlakó lesz. A becslés lényegében bevált, hiszen az ENSZ adatai szerint 2005-ben a világ lakosságának 48,7 százaléka (3 150 451 000 fő) volt városlakó. Azonban az iparosodott országokban ez az arány már a 80 százalékot is meghaladja (ENSZ, 2005 ).
A városok minden időszakban jelentős kiváltságokban és más elbírálásban részesültek más településeknél, ami miatt máig sokaknak kívánatos a városba költözni. A realitás azonban sokszor kiábrándító, és a bevándorlókra még a vidékinél is alacsonyabb életszínvonal vár(ENSZ, 2005, online elérés).
Napjainkban jellemző urbanizációs trend, hogy a városi lakosság többsége kikötővárosokba, fővárosokba koncentrálódik. A lakosság ilyetén egyenetlen eloszlása a gazdaság nagy fokú polarizáltsága (város – vidék) mellett jelentős környezeti károkozással is jár. Az ilyen „uralkodó” városok jelenléte a politikai hatalom koncentrációjából, az infrastrukturális beruházások egy területre irányuló allokációjából fakad, ami a kereskedelem és ipar lokális fellendülésével jár.
Ez a folyamat végül – megfelelő méretű és fejlettségű vidéki hátország vagy piac hiányában – az adott nagyváros további növekedését váltja ki. Henderson bemutatta, hogy egy ország adott urbanizációs koncentráltsága (tehát a városi lakosság százalékos megoszlása) a gazdasági növekedésre is hatással van. A koncentráció túl magas, vagy túl alacsony foka egyaránt negatív hatást gyakorolhat.
Gyors következtetések levonása előtt óvatosságra int az ENSZ fentebb hivatkozott kimutatása, amelyből kiolvasható, hogy számos magas GDP-jű, fejlett európai ország (például Ausztria, Finnország, Izland, Írország) lakosságának több mint 40%-a a fővárosban él. Ez az arány a jelen cikkben leírt vizsgálatok két célországa – Magyarország és Dánia – esetében hasonló, 25,3 és 23,4%.
A fenti két ország eltérő mértékben, de egyaránt jelentősen urbanizálódott. Az ENSZ felmérései szerint hazánk lakosságának 66,3, míg Dánia lakosságának 85,6 százaléka él városokban, és a becslések 2030-ra további növekedést jeleznek.
Az urbanizáció globális terjedésének okai igen összetettek, és regionálisan eltérőek lehetnek. Fontos tényezők lehetnek még egy ország vagy régió ipari fejlettsége mellett a háborúk, természeti csapások, de bizonyos források (például víz) hiánya (ENSZ, 2005, online elérés), ami nagy szerepet játszhat a városiasodás dinamikus terjedésében is.
Városok fejlődését a hálózatelmélet segítségével vizsgálja Geoffrey West fizikus. Vizsgálatában összehasonlította az infrastruktúra fejlődése a növekedéssel csökkenő fajlagos energiafelhasználást jelent, hasonlóan egy biológiai szervezethez. Viszont szocioökonómiai tekintetben, pl. a bérek, a kriminalitási ráta, vagy a szabadalmak száma ezzel ellentétesen, növekvő tendenciát mutat. Az ipari forradalom óta ismert korlátlan fejlődés elmélete eszerint nem fenntartható, másképp kell strukturálni a társadalmat. Kérdésessé válik, hogy dinamikus életszínvonalunkat ezen elmélet nélkül tudjuk-e folytatni.

## Várostípusok
Városok alakultak ki szárazföldi és vízi utak mentén, illetve a nemzetközi kereskedelem útvonalai és csomópontjai, például kikötők hatására, de jellemzőek a nyersanyagbázisok (szén, vas, olaj stb.) kitermelése körül kialakult városok is. Vannak továbbá tipikus iskolavárosok és zarándokhelyek, gyógyvárosok, üdülő- és fürdővárosok, amelyek speciális okot szolgáltatnak az emberek összejövetelére, tartós egy helyben tartózkodására.
Németországban és Franciaországban a népességszám alapján tesznek különbséget a város és a falu között. Sok országban meg van szabva, mekkora népességszámtól lehet város egy település; ez Japánban a legmagasabb (30 000 fő) és Izlandon a legalacsonyabb (200 fő).
Az angol nyelvben két szó is megfelel a magyar város kifejezésére: city és town. Az Egyesült Királyságban city az a város, amely királyi chartát kap erről, az Egyesült Államokban pedig államonként eltérő a települések helyzete a közigazgatási és önkormányzati rendszerben, ezért itt nem lehet jogilag egységes városkategóriáról beszélni.
Magyarországon történelmi okoknál fogva (lásd: trianoni békeszerződés) viszonylag kevés a nagyobb város, azaz az olyan település, amely természeti adottságánál, gazdasági erejénél, fejlettségénél, funkcióinál és a munkamegosztásnál fogva olyan dolgokat kínál a lakóinak, amelyek csak városban érhetők el. Egy biztos, hogy a város sokkal bonyolultabb és mozgalmasabb környezet, nagyobb és színesebb életmódbeli lehetőségeket kínáló helyszín, a faluhoz képest központi és meghatározó, vezető szerepet betöltő közösségi mozgástér.
Külön jelenség a nagyváros (100 000 lakosnál népesebb) településkategória, amely méreténél, gazdasági erejénél és esetleg kivételezett helyzeténél fogva elvileg magasabb technikai, infrastrukturális szinten működhet, mint az önmaguk eltartására nem képes, kisebb városok és települések. Magyarországon napjainkban (2013) nyolc város (Budapest, Debrecen, Szeged, Miskolc, Pécs, Győr, Nyíregyháza, Kecskemét) népessége nagyobb 100 000 főnél. A nagyvárosok fejlődését emellett a városba irányuló migráció alakítja.

## Magyarország városai

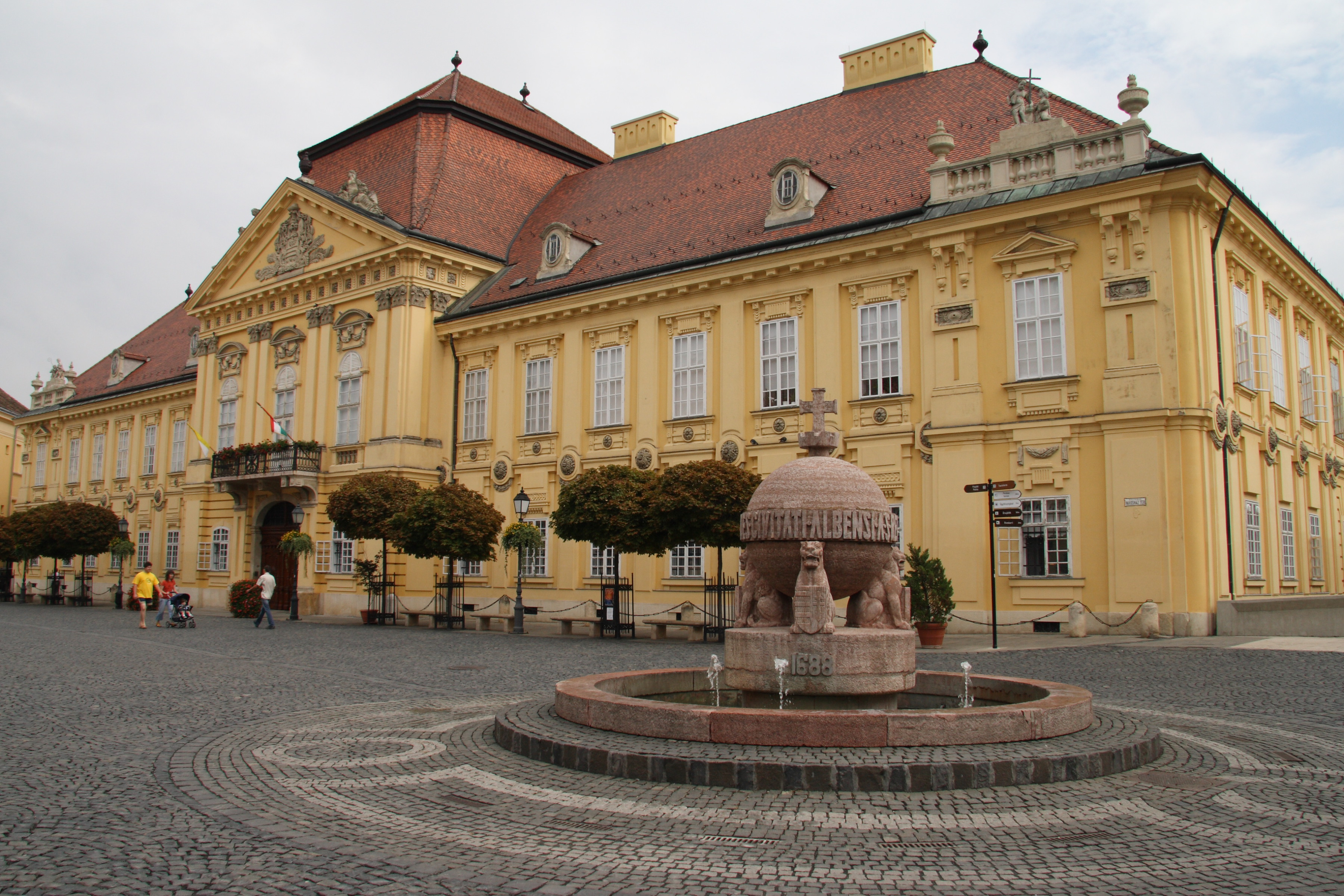
Városház tér, Székesfehérvár. Előtérben a fehérvári jog emlékműve, az Országalma, háttérben a püspöki palota látható

### Története
Az ország első privilégiumokkal rendelkező települése Székesfehérvár volt, amely a hagyomány szerint I. Istvánnak köszönhette különleges jogállását, ezt sem cáfolni, sem alátámasztani nem lehet. A fennmaradt írásos bizonyítékok III. István nevéhez kötik a híres fehérvári jogcsalád kiállítását, mellyel Székesfehérvár hazánk első városává vált. Az elkövetkező évszázadokban csak azt a települést lehetett városnak tekinteni, amely rendelkezett a fehérvári jogokkal, vagy legalábbis azok egy részével.
A középkorban alakult ki a mezőváros és a szabad királyi város, illetve az utóbbi válfajaként az ún. tárnoki város. A 17. századi Erdélyben egy sajátos várostípus is megjelent, a nemes város.

### Napjainkban

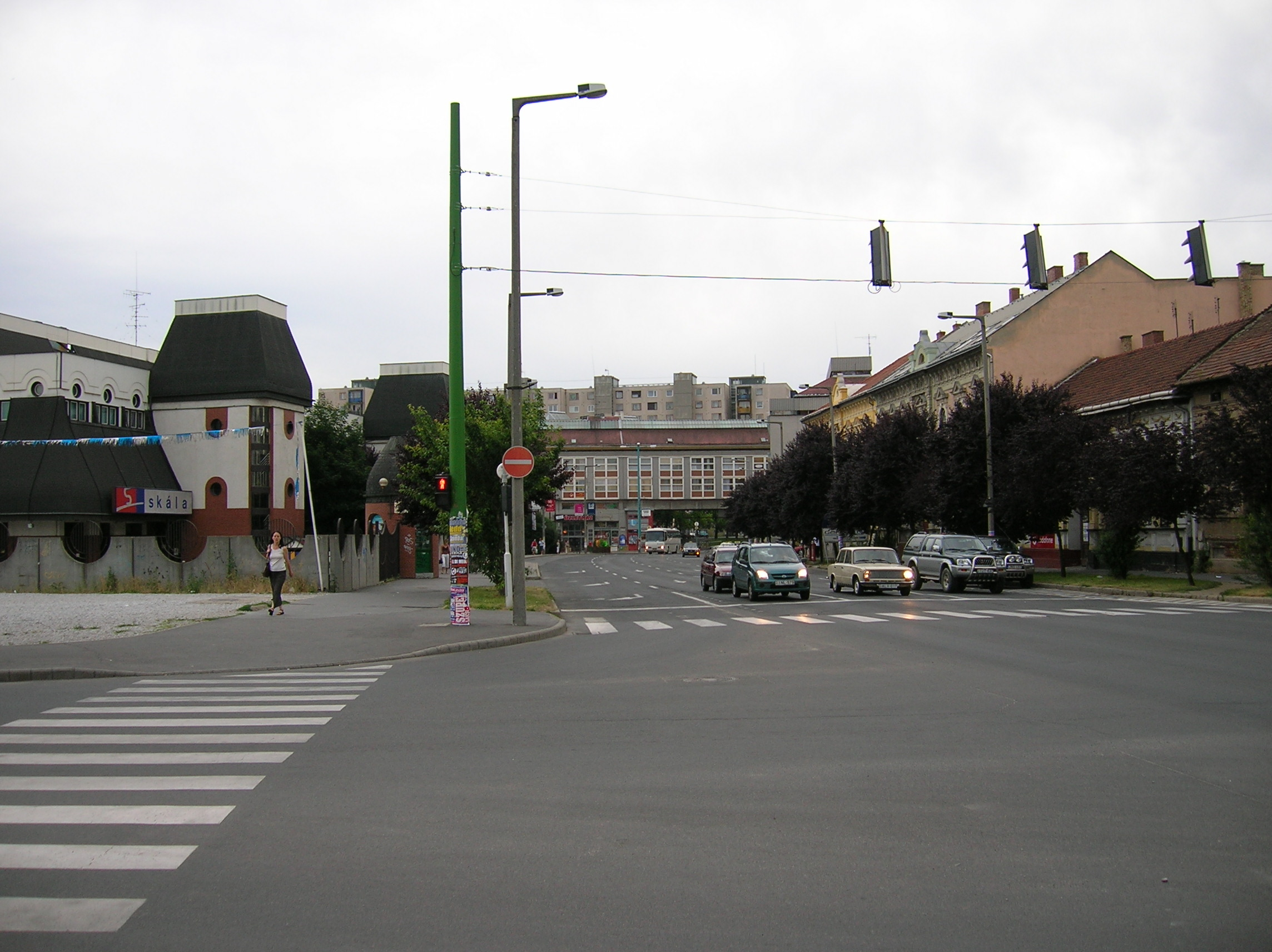
Belvárosi utcakép, Miskolc

A várossá nyilvánítás és egyéb területszervezési kérdések (megyei jogú várossá nyilvánítás, település másik megyéhez csatolása, településegyesítés vagy annak megszüntetése, új község alakítása, megye elnevezése és székhelyének megállapítása, fővárosi kerületi tagozódásról való döntések) a 2011. évi CLXXXIX. törvény 96. §-a értelmében a köztársasági elnök és az Országgyűlés hatáskörébe tartozik, és a döntések meghozására évente egy alkalommal kerül sor. A várossá nyilvánítási kérelmet a település polgármestere a közigazgatási hivatal vezetője útján terjeszti fel az Önkormányzati Minisztériumnak.
A törvény szerint község akkor kezdeményezheti várossá nyilvánítását, ha a városi cím használatát fejlettsége, térségi szerepe indokolja. A feltételek közé tartozik a megfelelő gazdasági, infrastrukturális fejlettség, a megfelelő intézmények (oktatási, közegészségügyi, rendészeti) megléte, az önkormányzat térségi szervezőképessége.
Magyarországon 2022. május 1-jén az ország 3155 településéből 348 település rendelkezett városi ranggal, beleértve a fővárost és a 25 megyei jogú várost is. A városok jelentős része (több mint 300 település) a második világháború után nyerte el a városi rangot (ennek több mint 60%-a a rendszerváltás óta). A teljes népesség kb. 70%-a él városban (ebből 20% a főváros), ezzel hazánk közepesen városiasodott országnak számít.

### Várossá nyilvánítások Magyarországon 1900 óta

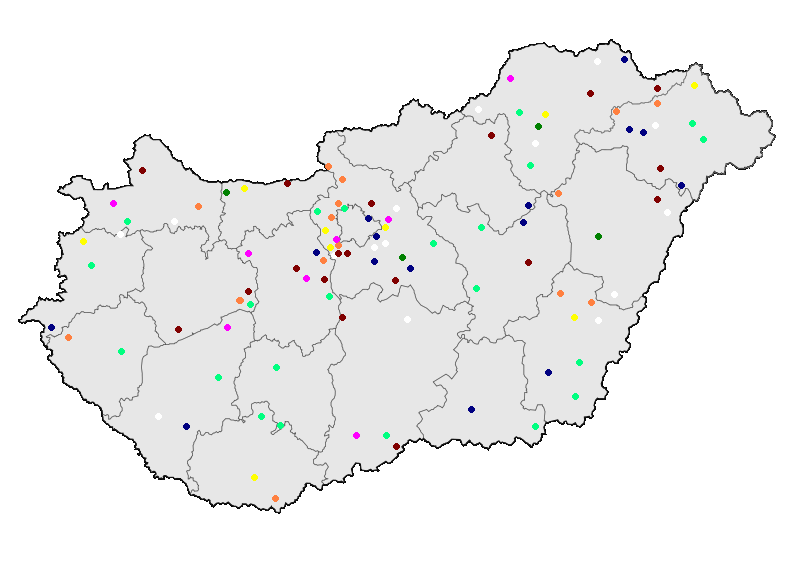
Magyarországi várossá nyilvánítások 2000 és 2009 között

- 1905: Szekszárd
- 1907: Újpest[10]
- 1918: Békéscsaba
- 1921: Kalocsa, Magyaróvár
- 1922: Csongrád, Kispest,[10] Salgótarján
- 1923: Balassagyarmat, Erzsébetfalva,[10][11] Rákospalota[10]
- 1924: Mohács
- 1925: Hajdúhadház[12][13]
- 1926: Budafok[10]
- 1936: Pestszentlőrinc[10]
- 1945: Hatvan
- 1946: Orosháza
- 1947: Tatabánya
- 1949: Csepel,[10] Ózd
- 1951: Dunaújváros, Komló, Várpalota
- 1952: Törökszentmiklós
- 1954: Kazincbarcika, Keszthely, Oroszlány, Tata
- 1959: Ajka
- 1966: Gödöllő, Szarvas, Szigetvár, Tapolca, Tiszaújváros
- 1968: Sárospatak, Sárvár, Siófok
- 1969: Kapuvár, Mátészalka
- 1970: Dombóvár, Kisvárda, Százhalombatta
- 1971: Balatonfüred, Csorna, Nagyatád
- 1973: Békés, Kiskőrös, Mezőkövesd, Nyírbátor
- 1977: Bonyhád, Dunakeszi, Marcali, Siklós
- 1978: Barcs, Berettyóújfalu, Celldömölk, Érd, Fehérgyarmat, Körmend, Lenti, Paks, Vásárosnamény
- 1983: Szentgotthárd
- 1984: Dorog, Encs, Heves, Mór, Pásztó, Sümeg, Szeghalom, Szerencs, Tamási, Tiszafüred, Zalaszentgrót, Zirc
- 1986: Bácsalmás, Bicske, Boglárlelle, Budaörs, Edelény, Kisbér, Kunszentmárton, Mezőkovácsháza, Püspökladány, Sárbogárd, Szécsény, Szigetszentmiklós, Tiszakécske, Tiszavasvári, Tokaj, Vasvár
- 1989: Balatonalmádi, Balmazújváros, Bátonyterenye, Battonya, Biharkeresztes, Csenger, Csurgó, Dabas, Dunaföldvár, Fonyód, Füzesabony, Gárdony, Gyomaendrőd, Hajdúdorog, Hajdúhadháztéglás,[14] Jánoshalma, Jászapáti, Kiskunmajsa, Kistelek, Kunhegyes, Kunszentmiklós, Letenye, Martfű, Mezőberény, Mezőhegyes, Monor, Mórahalom, Nádudvar, Nagykálló, Nagykáta, Nyergesújfalu, Pétervására, Putnok, Ráckeve, Rétság, Sajószentpéter, Sarkad, Szikszó, Tab, Tolna, Záhony
- 1991: Aszód, Balatonboglár,[15] Balatonlelle,[15] Derecske, Hajdúhadház,[12][13] Jászárokszállás, Mezőcsát, Téglás[13]
- 1992: Balatonföldvár, Enying, Hévíz, Lengyeltóti, Lőrinci, Nyíradony, Tiszalök, Újfehértó
- 1993: Abony, Baktalórántháza, Ibrány, Jászfényszaru, Kecel, Lajosmizse, Máriapócs, Mindszent, Nagyhalász, Pécsvárad, Polgár, Soltvadkert, Tiszaföldvár, Tótkomlós
- 1995: Bátaszék, Csepreg, Fertőd, Sásd, Simontornya, Szabadszállás
- 1996: Elek, Létavértes, Nagymaros, Pécel, Szendrő, Szentlőrinc
- 1997: Bóly, Devecser, Felsőzsolca, Gyál, Izsák, Nagyecsed, Pilisvörösvár, Polgárdi, Sellye, Solt, Újszász, Zalakaros
- 1999: Göd, Harkány, Herend, Veresegyház
- 2000: Balatonfűzfő, Budakeszi, Dévaványa, Dombrád, Dunaharaszti, Ercsi, Füzesgyarmat, Pannonhalma, Pomáz, Rakamaz, Szob, Tiszacsege, Villány, Visegrád, Zalalövő
- 2001: Borsodnádasd, Demecser, Emőd, Gönc, Gyömrő, Kerekegyháza, Komádi, Nagybajom, Répcelak, Tét, Tököl, Tura, Vámospércs, Vecsés, Vésztő
- 2003: Albertirsa, Bábolna, Kaba, Nyékládháza
- 2004: Abaújszántó, Adony, Badacsonytomaj, Balkány, Bélapátfalva, Berhida, Cigánd, Dunavarsány, Dunavecse, Fót, Hajdúsámson, Jánossomorja, Kenderes, Lábatlan, Örkény, Szigethalom, Tompa, Velence
- 2005: Abádszalók, Csorvás, Kadarkút, Kemecse, Kisköre, Kistarcsa, Martonvásár, Nyírlugos, Nyírtelek, Ócsa, Őriszentpéter, Pálháza, Pilis, Sándorfalva, Üllő
- 2007: Ács, Alsózsolca, Biatorbágy, Bük, Kozármisleny, Körösladány, Maglód, Mándok, Törökbálint
- 2008: Bodajk, Fertőszentmiklós, Hajós, Halásztelek, Isaszeg, Pusztaszabolcs, Rudabánya, Zamárdi
- 2009: Balatonkenese, Beled, Budakalász, Csanádpalota, Gyönk, Igal, Jászkisér, Mágocs, Medgyesegyháza, Mezőkeresztes, Mélykút, Nagymányok, Nyírmada, Pacsa, Rácalmás, Rákóczifalva, Sajóbábony, Tápiószele, Újkígyós, Vaja, Vép, Zsámbék[16]
- 2013: Aba, Ajak, Besenyszög, Csákvár, Diósd, Fegyvernek, Gyöngyöspata, Jánosháza, Kerepes, Kondoros, Lébény, Onga, Őrbottyán, Piliscsaba, Sülysáp, Tát, Újhartyán, Verpelét[17]
- 2021: Kiskunlacháza, Nyírbogát [18]